# Educational Broadcasting System
Korea Educational Broadcasting System (koreansk: 한국교육방송공사) eller EBS, er en sydkoreansk uddannelsesmæssig offentlig tv-station og radionet, der dækker Sydkoreas territorium, og det eneste store sydkoreanske radio- og tv-netværk uden en separat regional tjeneste. Etableret som KBS3, Seoul Animation Center og KBS Educational Radio i 1980'erne og blev et uafhængigt selskab i 1990. EBS stræber efter at supplere skoleuddannelsen og fremme livslang uddannelse for alle i Korea.
De vigtigste modstykker til dette netværk er PBS i USA samt BBC Two, BBC Four og CBBC i Storbritannien, CCTV i Kina, ABC i Australien, ABS-CBN og PTV i Filippinerne og Ecuador TV og Gamavisión i Ecuador.

## Tv-kanaler
- EBS1 (tidligere KBS3 og EBS TV) - EBSs vigtigste jordbaserede kanal til premium dokumentarfilm, førskole og ungdomsprogram. (Kanal 10.1)
- EBS2 - EBSs anden jordbaserede kanal. (Kanal 10.2)
- EBS FM - EBSs radiokanal, stationen fokuserer primært på sprogindlæring. De faktiske CSAT-lytteforståelsesundersøgelser udsendes årligt på denne station kl. 8:40 og 13:10 på dagen for CSAT.
- EBS Plus 1 (kabel-tv) - Kanalen fokuserer meget omkring gymnasietestplanen og tilbyder programmering, der supplerer og forstærker den studerendes skoleundervisning.
- EBS Plus 2 (kabel-tv) - Hovedfokus for denne kanal er "livslang" læring med forskellige programmer til yngre og ældre seere.
- EBS English (kabel-tv) - Dette er netværkets engelske uddannelseskanal, der dækker børn fra børnehave til klasse 12.
- EBS Kids (kabel-tv) - EBS 'børnekanal; tidligere en simulcast af EBS Plus 1.

EBS tilbyder også en betalings-tv-kanal, EBS America, i USA. Dens programmering centrerer omkring koreansk kultur, sprogundervisning og børns shows.

## Logo
- 1995-2001
- 2001-2004
- 2004-heden